# Покрајинско народно позориште
Покрајинско народно позориште (алб. Teatri popullor Krahinor) је формирано 1948. године у Приштини, добивши за рад тек завршену зграду Дома културе, коју је пројектовао Всеволод Татаринов. До 1963. године звало се Обласно народно позориште, a кад је АКМО преименована у Аутономна Покрајина Косово и Метохија и оно је променило назив у Покрајинско. Тако ће се звати све до 1994. године, када постаје Народно позориште у Приштини (алб. Teatri popullor në Prishtinë).
За првог управника постављен је Милутин Јаснић, глумац и редитељ, који је у Народном позоришту у Панчеву показао организаторске способности. С њим су у Приштину упућени и глумци: Иван Вуков, Драгутин и Душанка Тодић, и Ружица Мишић. Нешто касније им се прикључио Добрица Раденковић, познати глумац и редитељ, и сценограф Петар Пашић. Да би остварио концепцију театра у коме ће се представе паралелно играти на српском и албанском језику, Јаснић је из аматерских позоришта Косова и Метохије ангажовао: Шанија Паласку, Абдурахмана Шаљу, Мухарема Ћену, Катарину Јосипи, Мелихат Шабани, Неџмије Пагарушу и Истрефа Беголија. Потом су оранизовани кусрсеви за глумце и одабрани они који ће похађати течајеве режије у Београду.
За пробу ансамбла, прву представу, у којој је играо већи део глумаца, „Прст пред носом“ Јожа Хорвата, режирао је Добрица Раденковић, премијера је била 7. маја 1949. Истовремено припремљена је и драма „Мост“ Мирка Божића, у режији Драгутина Тодића која је требало да испита поједине глумачке могућности.

## Учинак Милутина Јаснића
Прва представа на албанском било је Нушићево „Сумњиво лице“, у режији Добрице Раденковића, у коме је Шани Паласка играо Јеротија Пантића, а наступили су и Абдурахман Шаља и Мухарем Ћена. Премијера је изведена 7. јуна 1949. у Косовској Митровици, а потом у Приштини. Паласка је за своју интерпретацију награђен посебном наградом Министарства просвете и културе НР Србије. Рад позоришта почели су да прате критичари „Јединства“ и „Рилиндје“. После почетних корака, следи Станковићева „Коштана“ на српском, у режији Драгутина Тодића, који уједно игра Миткета, а у којој Иван Вуков тумачи Стојана, а Јулијана Радуловић Васку и, у алтернацији са Душанком Тодић, Коштану. Запажену улогу остварила је и Олга Мандрапа, играјући Магду. Сви ти глумци ће после извесног времена постати носиоци репертоара ПНП. Тих првих година, док је позориште водио Милутин Јаснић, глумци су играли у представама и на српском и на албанском језику. Албанска сцена је видно напредовала, па је Абдурахман Шаља поставио 1. маја 1951. године „Народног посланика“ Б. Нушића, у коме су играли Мухарем Ћена, Катарина Јосипи, Мелихат Шабани, Шани Паласка, Мало Гами, Гани Јетиши... Почетком децембра 1952. Шаља је направио мали спектакл с представом „Зона Замфирова“, на албанском језику, у којој су улоге имали Шани Паласка (Хаџи Замфир), Мелихат Шабани (Зона), Олга Мандрапа (Таска), Вера Балић (Васка), Гани Јетиши (Манулаћ), Абдурахман Шаља (Мане), Катарина Јосипи (Дока), Мерибане Шаља (Поте), Џеват Ћена, Шабан Доми и други. У то време Мухарем Ћена поставља комад Х. Стрмилија „Кад бих била дечко“, што добија значајан публицитет с обзиром на то да се радило о савременом албанском тексту.
Почетком педесетих у позориште долази млади редитељ Славољуб Стефановић Раваси који се залаже за савремену домаћу драму и играње текстова из модерне светске литературе. Његова прва режија је била „Сви моји синови“ Артура Милера у Српској драми (16. октобар 1952). Раваси ће убрзо поставити дела „Човек који није постојао“ Јосипа Лешића, „Без трећег“ Милана Беговића и „Тартифа“ Ж. Б. Молијера. Равасију се придружују млади редитељи Милорад Николић, Бошко Пиштало и Здравко Катић.
У пролеће 1953. позориште је обележило пет година постојања, истакавши заслуге појединаца, посебно Милутина Јаснића, Добрице Раденковића, Ружице Будимировић, Миливоја Павловића, Олге Мандрапе, Олге Поповић, и оних најмлађих: Јосипа Ормаја, Јездимира Томића и Јелисавете Ормај. Истовремено је указано на изразити уметнички успон Шанија Паласке, Мухарема Ћене, Мухарема Земе, Катарине Јосипи, Матеја Серечија, Мерибане Шаље, Џона Ерошија, Шабана Домија и других, који су заједно са Гертом Гинтером и Петром Пашићем оформили израз овог двојезичног позоришта.

## Осипање српског ансамбла
Реализација репертоара у Албанској драми била је поверена Абдурахману Шаљи, Мухарему Ћени, Кристу Бериши, мада су уз њих у њој режирали и Раваси, Бошко Пиштало, Здравко Катић и Слободан Попић. Представе су опремали сценографи Петар Пашић и Герт Гинтер. Политика куће је била да развој Српске и Албанске драме тече равноправно. Полако се уобличавао и репертоар од текстова на албанском језику албанских аутора: Муртеза Пезе („Не удајем се за паре“, „Изгубљени рај“), Криста Берише („Главица лука“, „Вампир“), Санија Фрашерија („Беса“), Хивзија Сулејманија („Миш у џепу“), паралелно са текстовима из југословенске и светске драматургије. Српска драма је интензивно радила низ домаћих и страних текстова које је носио глумачки ансамбл у коме су били и нови глумци: Михајло Јанчикин, Радмила Динуловић, Милутин Јовић, Ђорђе Миленковић, Александар Стојановић, Даница Пиштало, Славко Михачевић, Луцијан Латингер и други.
Са завршетком сезоне 1958/59. године, Милутин Јаснић бива послат да преузме позориште у Крагујевцу. Одлази задовољан, јер је оформио и ставио на здраве ноге два ансамбла ПНП у Приштини. Њега замењује књижевник Хасан Мекули, но убрзо у позоришту настају извесне промене. Српски ансамбл почиње да се осипа. Одлазе редитељи и сценографи, а албански ансамбл свој кадар и даље попуњава из аматерских позоришта. Крајем 1961. године (29. новембра) ПНП обележава петнаест година рада, доводећи на своју сцену позоришне ансамбле из Београда, Загреба и Новог Сада. Отвара и нове сцене у Косовској Митровици и Гњилану.
Следеће године враћа се Милутин Јаснић и од редитеља затиче једино Бошка Пиштала. За представе ангажује младе редитеље Милорада Новчића, Петра Теслића, Јована Булајића и Александра Ковачевића. Ковачевић режира „Свети пламен“ Сомерсета Мома, „Грожђе на сунцу“ Лоренса Хансберија“ и Нушићеву „Госпођу министарку“, са Радмилом Динуловић у улози Живке. Поставиће на препертоар ПНП и прву драму српског писца с Косова – „Снег и ватра“ Вука Филиповића. Нови сценограф постаће Велизар Србљановић. Но, Српска драма наставља да се осипа, глумци одлазе у позоришта широм Југославије – Ужице, Крагујевац, Зеницу, Суботицу, Сомбор и др. Томе је условила, колико немогућност решења материјалне основе за глумце, толико и политичка атмосфера у Покрајини, која почиње видно да се мења и обесхрабрује глумце да дуже остану у Приштини. Сада се Јаснић ослања на остатак српског ансамбла који чине искусни глумци Радмила Динуловић, Олга Мандрапа, Миливоје Павловић, Ђорђе Миленковић, Јездимир Томић, Екрем Чехајић и од млађих Анкица Миленковић. Представе режирају Љубодраг Милошевић, Душан Влаисављевић и Милан Тополовачки.

## Успех „Ервехеје“
Албанска драма је шездесетих година била суочена са сменом генерација глумаца, јер је младе и даље обезбеђивала са аматерских сцена. Нађен је модус са Академијом за позориште у Београду, да се формира посебна класа младих глумаца Албанаца који би добили високо образовање. Истовремено, при позоришту је основан Драмски студио, у рангу више педагошке школе, који је младе оспособљавао за рад у албанском ансамблу. Овај ансамбл је, поред осталог, доста пажње посвећивао и игрању текстова сопствених аутора са Косова и Метохије. Но, још увек су се ансамбли испомагали у сваком погледу: редитељски, глумачки, сценографски, костимографски. Главни редитељ је и даље био Абдурахман Шаља, уз Мухарема Ћену.
Најзначајнији датум у историји Албанске драме је представа „Ервехеја“ Мухарема Ћене, рађена према драматизацији Ахмета Ћирезија истоимене романтичарске поеме Мухамеда Ћамија, у ликовно-сценографској опреми Велизара Србљановића. Музику је компоновао Реџо Мулић. Премијера је изведена 11. новембра 1966. године. У „Ервехеји“ су играли: Мелихате Ћена – Ајети, Џевдет Љиља, Шани Паласка, Истреф Беголи, Рагип Лођа, Ахмет Спахиу, Џеват Ћена, Матеј Серећи, Адем Микуловци, Шабан Гаши, Мало Гами и Нађије Дева. „Елементи фоклорног, поједини театрализирани ефекти, јаке страсти и провале пуне искрености, стапале су се у њој у нераскидиву целину, која је исказивала судбинско у људској природи на најплеменитији начин“ – записали су неки критичари о представи. Имала је изузетног одјека у јавности, победила на Сусретима професионалних позоришта Србије и учествовала на Стеријином позорју 1968. године, доневши Мухарему Ћени награду за режију, гостовала широм Југославије. Поред редитеља Албанаца, у Албанској драми тада режирају и Петар Теслић, Петар Говедаровић, Миодраг Гајић, Јован Булајић, Љубодраг Милошевић и, понајвише, Александар Ковачевић.
Године 1968. одлази Јаснић, за управника долази књижевник Азем Шкрељи који настоји да разбије кохезију коју су имала два глумачка ансамбла, тако да сваки од њих крене својим путем, да се прекине са искуством какво је ансамблима наметнуо претходни управник. Отворено фаворизује Албанску драму, расписује стални конкурс за оригинални албански текст, доводи нове још неискусне редитеље. Са представом „Ервехеја“ ансамбл 1972. гостује у низу места у Албанији, где пред препуним дворанама потврђује свој успех. То му омогућује да ускоро редитељ из Тиране Пиро Мани постави у Приштини „Филоктет“ Х. Милера, а потом и драматизовани роман Исмаила Кадареа „Генерал мртве војске“. Представа је одржана у посебној атмосфери, са изузетним интересовањем јавности. Своје уметничке домете је потврђује и на Сусретима професионалних позоришта Србије 1973. као најбоља представа у целини, уз две глумачке награде. То је био замајац да на реперзоару Албанске драме почиње фаворизовање текстова албанских аутора (Реџепа Ћосје, Синана Хасанија, Јуниза Динија, Ђерђа Николе, Нуредина Лође...), но, оно не даје очекиване театарске резултате, али доприноси буђењу романтичарског духа код гледалаца. Да би се надокнадила испразност многих од тих текстова довођени су редитељи звучних имена из земље и иностранства да их постављају. Азем Шкрељи је успео у свом настојању да разбије ранију сарадњу две драме и да Албанску драму одвоји од српских театара, избегавајући да учествује на Сусретима професионалних театара Србије. Сматрао је да је Албанска драма надрасла ту смотру, те да треба да се појављује једино на југословенским фестивалима – Стеријином позорју и Фестивалу малих и експерименталних сцена у Сарајеву. То је свакако био рефлекс политичких амбиција косовске врхушке да се Покрајина Косово што мање веже за Србију.

## Разбијање јединства позоришта
Доминантно место у репертоару Албанске драме на почетку осамдесетих година имала су дела, драматизације и поетски рецитали албанских аутора с Косова и Метохије чији циљ није био театарски израз, већ више мотивација гледалишта ка „националном буђењу и самоосвешћивању“. Мало је било албанских писаца који нису имали тих година позоришну промоцију на великој сцени или у оквиру Театра „Софра“ на малој сцени ПНП.
Српска драма остаје на маргини, без одговарајуће материјалне и моралне подршке, те све више стагнира. Шкрељи је отворено заговарао да је треба распустити и створити албански национални театар. Тако је формиран и Балетски ансамбл при ПНП, који није успео да се консолидује и одржи. Таворио је, покушавајући, попут Албанске драме, романтичарским репертоаром косовских аутора Албанаца, да привуче публику. Године 1982. Српска драма се свела на само неколико глумаца, са руководиоцем који је за такав рад уживао подршку директора. Ансамбл напушта и Јездимир Томић, који је у њему од формирања позоришта. Под притиском јавности, политички форуми доносе одлуку да се ова драма одржи, те се расписује стални конкурс за нове глумце. Драма буде освежена новим снагама, тако да успева да створи неколико респектабилних представа, као што су „Процес“ Кафке – Вајса, у режији Миливоја Милојевића (1985) и „Гробница за Бориса Давидовича“ Д. Киша, у режији Агима Сопија (1986). Обе тих година побеђују на Сусретима професионалних позоришта Србије. У Милојевићевој представи играју: Енвер Петровци, Анкица Миленковић, Лајош Балог, Угљеша Вујовић, Рагип Лођа, Љубомир Тодић и Рамадан Маља. А у Сопијевој главну улогу тумачио је Фарук Беголи, а остале: Угљеша Вујовић, Дрита Краснићи, Екрем Чехајић, Ружица Ђокић и Лајош Балог. Но, тренутни успех не значи да је ансамбл био пребродио кризу.
Албанска драма за то време успева да искорачи из стихијског репертоара, направивши представе „Конфитеор“, по тексту Слободана Шнајдера (1985) и „Дервиш и смрт (1986), по роману Меше Селимовића, обе у режији Владимира Милчина, које се тих година појављују на Стеријином позорју, на коме Истреф Беголи добија глумачку награду за улогу Ахмета Нурудина.

## Привремене мере
У годинама косовског заплета, 1990. Влада Републике Србије у Покрајинско народно позориште уводи неку врсту привремених мера, онако како је то урадила са бројним косовско-метохијским институцијама. Постављени управник Мирко Жарић са полицијом избацује дотадашњег директора Аслана Хасаја из канцеларије и Албанска драма почиње да бојкотује рад у ПНП. Распушта се Ансамбл балета, који годинама није имао своју премијеру, а чија је већина чланова била престарела за овај посао. Српска драма покушава да уобличи свој репертоар, везујући неке пројекте за Народно позориште у Београду, но то не иде најбоље. Српска позоришна публика се већ била одвикла од театра. У тој ситуацији Жарић се одлучује да реновира позориште: руши главну салу, балетску салу, хол, глумачке гардеробе, просторије реквизите... После толико година позориште остаје без минималних услова за рад. Убрзо бива смењен. Влада Републике Србије за новог директора позоришта доводи Александра Ђају, драматурга из Београда, који, не познајући косовске прилике, настоји да успостави радну атмосферу, задобије поверење албанског ансамбла и оспособи позоришну салу за представе. Не навршава ни годину дана, а бива смењен под притиском јавности због представе коју је извела Албанска драма по политичким текстовима Исмаила Кадареа: „Залеђени сватови“ („Krusqit janë te ngrirë“), у режији Пиро Манија из Тиране (12. јун 1993). Представа је, у ствари, била припремљена у Скопљу. До избора новог управника фунцију је обављао сценограф Милутин Костић. Новембра 1993. за директора бива постављен Радосав Стојановић, књижевник и дотадашњи главни уредник „Јединства“. У то време већ излази и прва генерација дипломираних глумаца на српском језику Факултета уметности у Приштини, што олакшава рад Српске драме која се била свела на десетак глумаца.

## Опоравак позоришта
У годинама које следе до почетка бомбардовања Стојановић успева да стабилизује рад позоришта, успостави однос поверења и сарадње с Албанском драмом и реновира позоришну зграду, обновивши и позоришну технику. За шефа Албанске драме поставља глумца и редитеља Аслана Хасаја. Представе у њој режирају Сељами Тараку, Илир Бокши, Љуан Дака, Џеват Ћорај, Агим Селими и Аслан Хасај. Представе Албанске драме се појављују на фестивалима у Србији – Нишу, Лесковцу и Зајечару. „Гардеробер“ Харолда Пинтера, у режији С. Таракуа, на Суретима професионалних позоришта Србије, 1996. године, добија две главне глумачке награде (Шани Паласка и Кумрија Хоџа). Позориште у Приштини је било једина институција културе на Косову и Метохији у којој су Албанци и Срби радили заједно до почетка бомбардовања 1999.
У исто време Српска драма постаје окосница окупљања младих глумаца, који са искусним старијим глумцма постају носиоци репертоара. Драма је у просеку у сезони имала по четири премијере, уз одржавање раније створених представа. До 1999. извела је двадесет премијера по текстовима Нушића, Стерије, Љубомира Симовића, Душана Ковачевића, Синише Ковачевића, Небојше Ромчевића, Биљане Србљановић, Гогоља, Јонеска, Сема Шепарда, Алфреда Жарија и других. Режирали су их: Славољуб Стефановић Раваси, Небојша Брадић, Велимир Митровић, Југ Радивојевић, Мирослав Бенка, Борислав Григоровић, Миомир Стаменковић, Ненад Тодоровић и други. Изузетан успех драма је остварила представом „Српска драма“ Синише Ковачевића, у режији Небојше Брадића, која је 1995. била апсолутни победник Сусрета професионалних позоришта Србије у Нишу. Главну улогу носио је Миомир Радојковић, уз младе глумце Игора Дамњановића, Мирвада Курића и Николу Марковића и госта из Крушевца Милију Вуковића. Представа је освојила тридесетак награда на разним фестивалима у Србији. Потом настају представе „Сумњиво лице“ (режија Велимир Митровић), „Голубњача“ (режија Југ Радивојевић), „Ревизор“, „Чудо у Шаргану“, „Сабирни центар“, „Зла жена“, „Родољупци“ и „Породичне приче“, које освавају награде на позоришним фестивалима у Јагодини, Нишу, Лесковцу, Шапцу, Земуну, Зајечару, Младеновцу. Српска публика се враћа у позориште, албанска тек делимично.
Пред бомбардовање, 11. марта 1999, Српска драма је извела премијеру представе „Породичне приче“ Биљане Србљановић, у режији Ненада Тодоровића. Последња премијера у Албанској драми одржана је 18. марта 1999. године (Plaut: „Miles Gloriosus“) у режији Аслана Хасаја, а затим две репризе и – бомбардовање! Од експлозија током бомбардовања Главне поште у Приштини делом је страдала тек реновирана зграда позоришта.
Народно позориште у Приштини као мултиетничко, односно двојезично позориште, како га је оснивач 1948. године конституисао, престало је да постоји 23. јуна 1999. године, када су српски глумци и ствараоци из њега насилно протерани. Од тог датума сваки од ансамбала креће својим путем. Албанска драма остаје у реновираној и техником добро опремљеној згради позоришта, а Српска драма почиње да странствује. Министарство културе, 1999. године, не дозвољава да се драма усели у просторије Дома културе у Лепосавићу, које су погодне за рад позоришта. Тек 2003. нуди зграду сеоског Дома културе у селу Лешак, без минималних услова за рад, пошто ансамбл одбија да ради у Прокупљу. После дугих преговора, Министарство крајем 2004. разрешава Радосава Стојановића дужности и за директора поставља редитеља Ненада Тодоровића. Позориште 2005. наставља рад у Лепосавићу, потом се сели у Звечан, али без својих просторија и минималних услова за рад. 23. априла 2008. Министарство културе Републике Србије саопштило је да ће се градити нова зграда намењена Српској драми Народног позоришта из Приштине у Косовској Митровици. Са директором позоришта потписан је о томе и уговор.

## Нови почетак Српске драме
После прогона 1999. године, ансамбл је расут по целој земљи. Исте године део ансамбла се окупио око представе „Зла жена“ Јована Стерије Поповића, у режији Мирослава Бенке, мада је то био покушај да се дезавуише руководство позоришта, јер је представа поверена Заводу за културни развитак Србије, чији је директор био драматург Душан Ч. Јовановић. Потом долази до дуже паузе, јер ни Министарство културе није било заинтересовано за обнављање његовог рада. На низ дописа и личних контаката директора Радосава Стојановића се оглушавало. Око позоришта су се плеле разне политичке игре.
Залагањем Министарства културе Србије (под чијим је кровом ова културна институција) и избором Ненада Тодоровића за директора, Народно позориште из Приштине обнавља свој рад. Седиште позоришта је било најпре у Лепосавићу. Данас је Народно позориште из Приштине смештено у Косовској Митровици где је требало да у току 2008. почне изградња нове позоришне зграде без кога ова важна културна институција српског народа на Косову и Метохији не може дугорочно опстати.
Директор позоришта, Ненад Тодоровић, на ову дужност је дошао новембра 2004. Примопредаја је обављена у Нишу, у једном кафићу, тако што му је претходник предао радне књижице у кутији за ципеле. То је сва имовина коју је успео да преузме из матичне, приштинске куће... Све друго је остало на услузи Албанској драми. Ансамбл чине глумци: Угљеша Вујовић, Милан Васић, Јасмина Стоиљковић, Ивана Ковачевић, Бојан Стојчетовић, Радмила Кнежевић, Бранко Бабовић...
Народно позориште из Приштине је у Дому културе у Звечану 4. априла 2008. извело премијеру представе „Госпођа министарка“ по мотивима истоимене драме Бранислава Нушића у адаптацији и режији Ђорђа Милосављевића. Београдска премијера «Госпође министарке» била је 15. априла у Народном позоришту. Дан касније публика из Зајечара је имала прилику да виду ансамбл Народног позоришта из Приштине са новом представом. Народно позориште из Приштине са новом представом гостовало је у Штрпцу, и у другим градовима у Србији. Приштинско Народно позориште створило је посебну везу са публиком када су са представом "Не очајавате никад" 2010. обишли сваки кутак Косова. Нушићев комад изведен је у центру Приштине у Центру за мир и толеранцију, у 20 квадарата, док је у публици било пет Српкиња. Иста представу одиграна је у селу Доња Плешина код Урошевца за једног гледаоца – баку Смиљу Бајчетић, у дворишту старе камене куће. Осим тога, Српска драма је током позоришне сезоне 2012/2013 извела 21 позоришну представу, како на простору Косова и Метохије (по три у Звечану и Грачаници, по две у Штрпцу, Лепосавићу, Лапљем Селу, Липљану, и по једну у Зубином Потоку и Гораждевцу), тако и у унутрашњости Србије (четири у Београду), а била је и гост Дана комедије у Јагодини. Такође, у току снимања филма "Неспоразум" одштампана је монографија о обнављању Српске драме Народног позоришта у Приштини, коју је суфинансирала Канцеларија за КиМ. На основу ових показатеља, произилази да је ово позориште, у погледу квантитета и квалитета, имало најбољи учинак у својој новијој историји.
Ненад Тодоровић је од новембра 2004. до јула 2013. био директор позоришта, тада је неочекивано, после девет година на челу куће, без образложења - смењен, а на то место именован глумац овог позоришта Миодраг Ракочевић, одлуком Министарства културе.
Од 2014. стална сцена Покрајинског народног позоришта у Приштини смештена је у Дому културе у Грачаници.

## Глумачки ансамбли
Пред бомбардовање глумачки ансамбли су изгледали овако:

### СРПСКА ДРАМА
Глумице: Анкица Миленковић, Милица Благојевић, Нада Радоњић, Љубица Димић-Милетић, Драгана Радојевић, Радмила Стојковић, Аида Кожар, Јасмина Стоиљковић и Аника Милићевић. 
Глумци: Миомир Радојковић, Угљеша Вујовић, Златко Повшић, Бранко Бабовић, Јовица Вељковић, Стеван Ђорђевић, Игор Дамњановић, Мирвад Курић и Миодраг Ракочевић.

### АЛБАНСКА ДРАМА
Глумице: Drita Krasniqi, Safete Rogova, Kumrie Hoxha, Igbale Qena, Drita Boshnjaku-Begolli, Xhejlane Godanci, Shirina Morina, Fatime Lugiqi-Ademi i Hisnije Muqaj. 
Глумци: Asllan Hasaj, Dibran Tahiri, Xhevat Qoraj, Hazir Miftari, Veton Osmani, Selman Lokaj, Selman Jusufi, Ali Ahmeti, Bislim Muqaj, Luan Jaha, Afrim Kasapoli, Ramadan Malaj, Hysni Sylaj i Enver Kacaniku.

### Чланови ансамбла 2020
Глумице: Зинаида Дедакин, Радмила Кнежевић, Ивана Ковачевић, Јелена Орловић, Јасмина Стојиљковић, Тамара Томановић, Александра Цуцић, Милена Јакшић, Аника Грујић.
Глумци: Игор Дамњановић, Небојша Ђорђевић, Бојан Стојчетовић, Бранко Бабовић, Милан Васић.

## Занимљивости
Куриозитет свакако представљају неке чињенице из позоришног живота Приштине. Славољуб Стефановић Раваси је ту режирао своју прву и последњу позоришну представу. Ту се први пут био оженио албанском глумицом Мерибане Шаља, сестром Абдурахмана Шаље, која је умрла у 25. години живота. Шани Паласка је ту започео своју каријеру 1948. и ту одиграо и своју последњу представу пред смрт 13. јануара 1999. У представама је до краја живота играла Олга Мандрапа, која је такође 1948. дошла у ово позориште. Неке од својих најбољих представа ту је режирао Александар Ковачевић, кога је бомбардовање затекло у ђаковичком Народном позоришту, да би те јесени умро у Крушевцу. Ту је своју прву сценографију урадио Велизар Србљановић, на почетку каријере, као и последњу. И глумце Лајоша Балога и Екрема Чехајића, који су играјући у овом позоришту стекли пензије, задесило је бомбардовање у Приштини. На сцени ПНП изведено је преко стотину дела албанских аутора с Косова и Метохије, а играна су дела само тројице српских писаца - Вука Филиповића, Драгана Стојадиновића и Радосава Стојановића.